# 贫困旅游

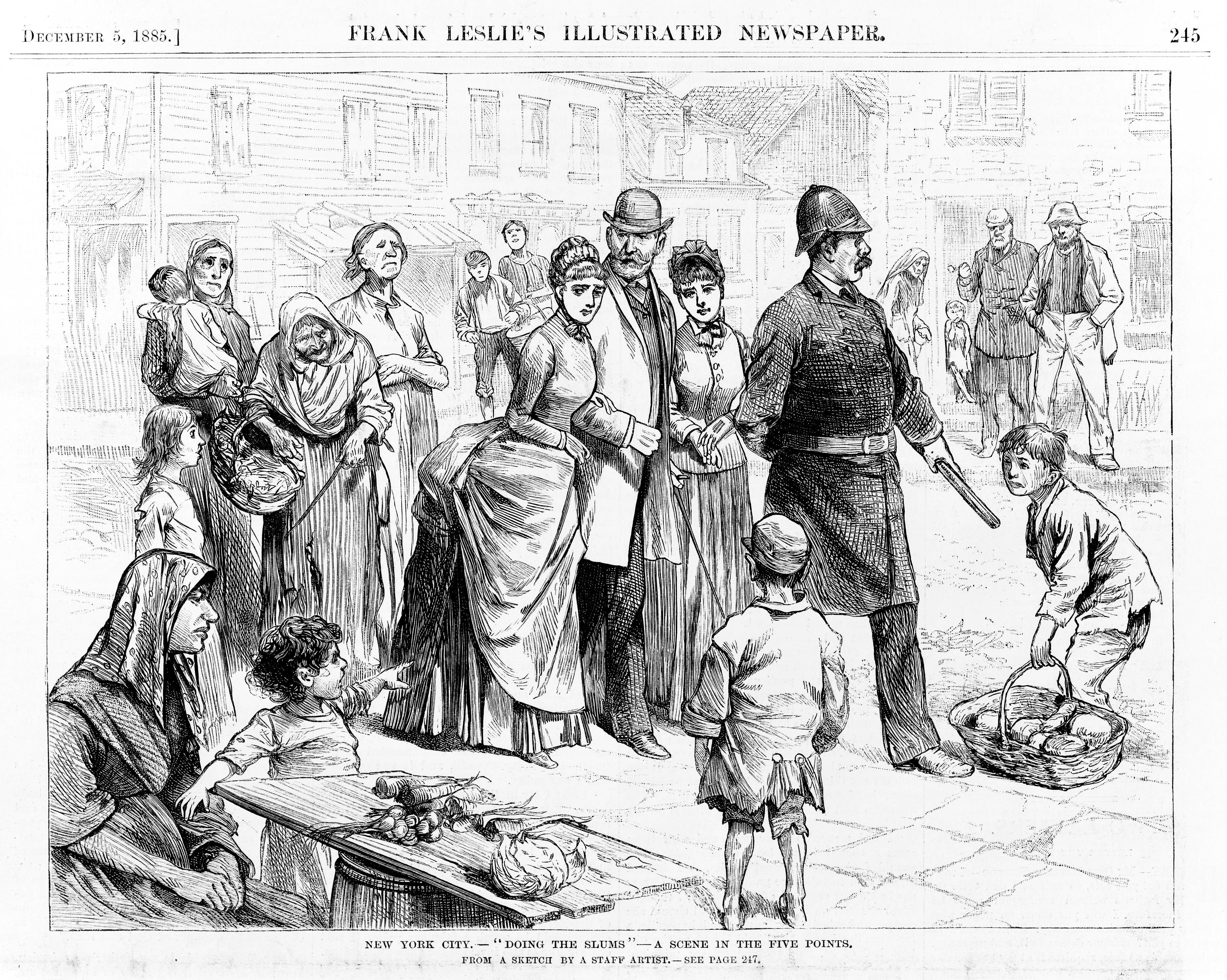
1885年纽约曼哈顿城区中的贫困旅游

贫民窟旅游（英語：Slum Tourism）是一种旅游方式，游客们到贫穷的地区去观察贫穷人的生活。在埃塞俄比亚，或者一些发生过诸如飓风、海啸等自然灾害的地方往往是贫穷旅游的目的地，比如飓风卡特里娜发生后，美国路易斯安那州就变成了一个贫困旅游的热点地区。
起初在19世紀，這種旅遊模式集中倫敦和曼哈頓的貧民窟。現在，貧困旅遊在許多發中國家，如印尼、肯亞、巴西等國家更是風行。
批评家将贫困旅游的人比拟为窥视症者，他们在不幸的人身上掠奇，拍照，但并不能给这些苦难的人民任何实质上的帮助，尽管有些参与贫困旅游的人会帮助这些穷人。

## 歷史
根據牛津英語字典,「slumming」這個單詞的首次使用可以追溯到1884年。在倫敦，人們到白教堂或是肖迪奇參觀的街區，觀察貧民窟的生活。紐約市的富裕人士也開始前往移民聚集的下東城地區參觀，如包厘街、Five Points, Manhattan等，觀察他們如何「如何苟活」。
1980年代，南非的黑人居民組織了城鎮遊覽行程，教育地方政府的白人他們是如何在當地生活的。這樣的旅遊行程，也吸引了許多想要知道南非種族隔離歷史與發展的國際遊客。
在1990年代，國際旅遊行程開始將許多發展中國家的落後地區（貧民窟）納為景點，這種旅遊行程蔚為風潮，也多由大型的旅行公司負責經營與行銷。舉例來說，在開普敦，每年就有30萬以上的遊客前來參觀當地的貧民窟。
在2008，電影貧民百萬富翁發行之前，孟買也是貧困旅遊的目的地之一。現在，貧民旅遊的觀念也得到媒體與學術界更多關注，2010年12月也在布里斯托舉行了第一屆貧民旅遊會議。

## 地點
貧困旅遊主要集中在发达国家人民前往發展中國家，通常以所訪問地區的類型命名，但随着发展中国家经济发展和发达国家的经济衰落，发达国家内部也有越来越多的贫困旅游目的地。
- 黑人聚集区：例如種族隔離後南非和納米比亞。由於種族隔離和種族隔離的影響，南非的定居點仍然明顯分為富裕的白人郊區和貧窮的黑人城鎮
- 法維拉旅遊：巴西的贫民窟旅游
- 印度：孟買的達拉維，例如電影《貧民窟的百萬富翁》中描述的地区
- 朝鲜：富裕的东亚地区夹杂的一块长期自我封锁的经济孤岛
- 社會或宗教分裂：紐約市，北愛爾蘭，香港
- 灾难重创地区：例如卡特裡娜颶風過後，路易斯安那州的貧困地區也因為災難旅遊而成為貧民窟的旅遊景點
- 发达国家中的贫困地区：比利時的沙勒罗瓦是發達國家出現這種現象的又一例證
- 北京胡同：老北京四合院和拆迁棚屋中低端人口和新建成的现代化摩天大楼的两个世界

## 爭議
探索貧困地區的主題旅遊於國際，隨著貧困旅遊愈益廣見，值得公眾反思。
在19世紀，英貴客愛觀察貧困窟。其中到了1980年代，受種族隔離的南非黑人開放社區，歡迎外國遊客入內見證白人政府如何打壓黑人，贏得國際對南非黑人的同情和支持（資料來源於2017年9月18日香港經濟日報）。雖然在各方面看上去，貧困旅遊似乎都是有益無害，但卻忽略了貧困區人們的感受。
若果人們並不是因政府而貧窮而是自身因素呢？那便是我們忽略了貧窮窟居民的感受：不是全部人都願意被其他人看到自己貧困的樣子，更不想別人知道因貧困而去犯罪。“參觀”別人的貧困，這是一種不被尊重及在心理層面上被觸犯隱私（就算已經過同意）的行為。
在示範效應的負面影響中，東道國努力工作的基層人民，都會因不滿於辛苦的現狀，他們覺得自己那麼努力卻都不可以像遊客一樣享受人生，於是嫉妒心及對生活的不滿會驅使他們犯罪。
除了同樣的不滿會出現在窮人身上，在窮人的自尊心上也是會受到一定的打擊，再加上他們所受的教育水平都很低，難保會因此而做出非法行為。
在比較落後的國家中，貧民窟旅遊有可能對東道國為該區脫貧的決策產生負面影響，東道國可能視「貧窮」為該區的旅游吸引力之一，為保旅遊發展，從而不去隨意改變貧窮現象，以保持對旅客的吸引力。

## 外部連結
- Slumdog Tourism （页面存档备份，存于）
- Wall Street Journal （页面存档备份，存于）
- Poorism.com （页面存档备份，存于）
- Guardian on poorism
- "Tours through India"
- "Poorism" in India - Gadling （页面存档备份，存于）
- 「貧困遊」興起 旅客基層雙贏 （页面存档备份，存于）